# Grottes Belum
Les grottes Belum ou grottes de Belum, en anglais Belum Caves, sont un groupe de grottes situées dans l'État d'Andhra Pradesh en Inde.